# Donald Edwin Westlake
Donald Edwin Westlake, właśc. Donald Edwin Edmund Westlake (ur. 12 lipca 1933, zm. 31 grudnia 2008) – amerykański pisarz i scenarzysta filmowy. Jako pisarz używał wielu pseudonimów, m.in. John B Allen, Curt Clark, Tucker Coe, Timothy J Culver, J Morgan Cunningham, Samuel Holt, Sheldon Lord (wspólnie z Lawrence Block), Alan Marshall, Richard Stark, Edwin West. Jako pisarz trzykrotnie został zdobywcą Nagrody im. Edgara Allana Poego.

## Scenariusze
- Gliniarze i złodzieje (Cops and Robbers, 1973)
- Porachunki (The Outfit, 1973)
- Slayground (1983)
- Fatal Confession: A Father Dowling Mystery (1987)
- Ojczym (The Stepfather, 1987)
- Dlaczego ja? (Why Me?, 1990)
- Naciągacze (The Grifters, 1990)
- Ojczym 3 (Stepfather III, 1992)
- Upadłe anioły (Fallen Angels, 1993–1995)
- Godzina zemsty (Payback, 1999)
- Sądny dzień (What's the Worst that Could Happen?, 2001)
- Podstępny Ripley (2005)

## Powieści

### Pod własnym nazwiskiem

#### Cykl Dortmunder
1. The Hot Rock (1970)
2. Bank Shot (1972)
3. Jimmy the Kid (1974)
4. Nobody's Perfect (1977)
5. Why Me? (1983)
6. Good Behaviour (1987)
7. Drowned Hopes (1990)
8. Don't Ask (1993)
9. What's the Worst That Could Happen? (1996)
10. Złe wieści (Bad News, 2001)
11. The Road to Ruin (2004)
12. Watch Your Back! (2005)
13. What's So Funny? (2007)
14. Get Real (2009)

#### Pozostałe
- All My Lovers (1959, pod pseudonimem Allan Marshall)
- The Mercenaries (The Cutie, 1960)
- All About Annette (1960, pod pseudonimem Allan Marshall)
- Kept (1960, pod pseudonimem Sheldon Lord)
- The Wife Next Door (1960, pod pseudonimem Alan Marshall)
- Killing Time (1961)
- 361 (1962)
- All the Girls Were Willing (What Girls Will Do, 1962, pod pseudonimem Marshall)
- Apprentice Virgin (1962, pod pseudonimem Marshall)
- Man Hungry (1962, pod pseudonimem Alan Marshall)
- Killy (1963)
- The Cruel Touch (1963, pod pseudonimem Allan Marshall)
- Pity Him Afterwards (1964)
- The Fugitive Pigeon (1965)
- Brother and Sister (1965, pod pseudonimem Allan Marshall)
- The Sensualists (1965, pod pseudonimem Alan Marshall)
- The Spy in the Ointment (1966)
- The Busy Body (1966)
- Kinds of Love, Kinds of Death (1966, pod pseudonimem Tucker Coe)
- Scandal Street (1966, pod pseudonimem Allan Marshall)
- Anarchaos (1967) (pod pseudonimem Curt Clark)
- God Save the Mark (1967)
- Philip (1967)
- Who Stole Sassi Manoon? (1968)
- Up Your Banners (1969)
- Somebody Owes Me Money (1969)
- Adios Scheherazade (1970)
- Ex Officio (1970, pod pseudonimem Timothy J Culver)
- Wax Apple (1970, pod pseudonimem Tucker Coe)
- A Jade in Aries (1970, pod pseudonimem Tucker Coe)
- I Gave At the Office (1971)
- Cops and Robbers (1972)
- Don't Lie to Me (1972, pod pseudonimem Tucker Coe)
- Gangway (1973) (wraz z Brianem Garfieldem)
- Comfort Station (1973, pod pseudonimem J Morgan Cunningham)
- Help, I Am Being Held Prisoner (1974)
- Help, I'm Being Held Prisoner (1974)
- Brother's Keepers (1975)
- Two Much (1975)
- Dancing Aztecs (1976)
- New York Dance (1979)
- Castle in the Air (1980)
- Kahawa (1981)
- A Likely Story (1984)
- Levine (1984)
- High Adventure (1985)
- Good Behavior (1986)
- One of Us Is Wrong (1986, pod pseudonimem Samuel Holt)
- Transylvania Station (1986, wraz z Abby Westlake)
- I Know a Trick Worth Two of That (1986, pod pseudonimem Samuel Holt)
- High Jinx (1987, wspólnie z Abby Westlake)
- What I Tell You Three Times Is False (1987, pod pseudonimem Samuel Holt)
- The Hood House Heist (1987)
- Trust Me On This (1988)
- Double Crossing (1988)
- The Maltese Herring (1988)
- Way Out West (1988)
- The Fourth Dimension Is Death (1989, pod pseudonimem Samuel Holt)
- Sacred Monster (1989)
- Humans (1992)
- Baby, Would I Lie? (1994)
- Smoke (1995)
- Ostre cięcia (The Ax, 1997)
- Never Shake a Family Tree (1997)
- Historia z haczykiem (The Hook, 2000)
- Corkscrew (2000)
- Put a Lid on It (2002)
- Money for Nothing (2003)
- The Scared Stiff (2003)
- Memory (2010)

### Pod pseudonimem Richard Stark

#### Parker
1. Point Blank (The Hunter / Payback / „Godzina zemsty”, 1962)
2. The Steel Hit (The Man with the Getaway Face, 1963)
3. The Outfit (1963)
4. The Mourner (1963)
5. The Score (Killtown, 1964)
6. The Jugger (1965)
7. The Seventh (The Split, 1966)
8. The Handle (Run Lethal, 1966)
9. The Rare Coin Score (1967)
10. The Green Eagle Score (1967)
11. The Black Ice Score (1965)
12. The Sour Lemon Score (1969)
13. Slayground (1971)
14. Deadly Edge (1971)
15. Plunder Squad (1972)
16. Butcher's Moon (1974)
17. Comeback (1997)
18. Backflash (1998)
19. Flashfire (2000)
20. Firebreak (2001)
21. Breakout (2002)
22. Nobody Runs Forever (2004)
23. Ask the Parrot (2006)
24. Dirty Money (2008)

#### Alan Grofield
1. The Damsel (1967)
2. The Dame (1969)
3. The Blackbird (1969)
4. Lemons Never Lie (1971)